# Dan Stoica (arhitect)
Dan Stoica (n. 16 decembrie 1936) a fost un opozant al regimului comunist.

## Biografie
Dan Stoica s-a născut la 16 decembrie 1936 în București. După absolvirea liceului s-a înscris la Facultatea de Arhitectură din București. În perioada când era student în anul III a participat la mișcările revendicative ale studenților din București în 1956 (vezi Mișcările studențești din București din 1956). A fost printre organizatorii unui miting de solidaritate în Piața Universității, programat pentru ziua de 15 noiembrie 1956. Studenții urmau să ceară satisfacerea unor revendicări cu caracter politic și social; era însă prevăzută și posibilitatea de transformare  a mitingului într-o mișcare de răsturnare a regimului comunist, în cazul în care numărul participanților era mare. A fost arestat la 8 noiembrie 1956, fiind judecat în lotul "Ivasiuc". Prin sentința Nr. 481 din 1 aprilie 1957 a Tribunalului Militar București, Dan Stoica a fost condamnat la patru ani închisoare corecțională. A fost eliberat la 23 noiembrie 1960, după expirarea pedepsei. 
După eliberare și-a continuat studiile de arhitectură, lucrând apoi în calitate de arhitect la Constanța. La data de 15 mai 1983 a plecat într-o călătorie în străinătate și a refuzat să se întoarcă, stabilindu-și domiciliul în Germania.